# Le Show du matin
 (août 2011).
Si vous disposez d'ouvrages ou d'articles de référence ou si vous connaissez des sites web de qualité traitant du thème abordé ici, merci de compléter l'article en donnant les références utiles à sa vérifiabilité et en les liant à la section « Notes et références ».
Le Show du matin était une émission de télévision du matin, diffusée du lundi au vendredi, de 6 h à 9 h, sur les ondes du réseau de télévision V. L'émission a débuté le 31 août 2009 et s'est terminée le 18 août 2011.
L'émission était similaire à Salut, Bonjour! présenté sur les ondes de TVA, mais avec beaucoup moins de succès. En effet, l'émission fut un échec commercial, principalement à cause du peu de promotion faite à l'émission par le réseau de télévision.
Bulletin de nouvelles, nouvelles culturelles, sportives et météorologiques, ainsi que plusieurs chroniques étaient au rendez-vous.

## Équipe principale
- Gildor Roy : animateur
- Roxane St-Gelais : première animatrice aux nouvelles culturelles
- Éric Nolin : premier animateur aux nouvelles sportives
- Marie-Andrée Poulin : première animatrice aux nouvelles météorologiques et deuxième animatrice aux nouvelles culturelles
- Maxime Girard-Tremblay : deuxième animateur aux nouvelles météorologiques
- Matthieu Proulx : deuxième animateur aux nouvelles sportives
- Martin Pelletier : animateur aux bulletins de nouvelles

## Équipe estivale
- Jean-Charles Lajoie : animateur
- Évelyne Audet : animatrice aux nouvelles culturelles
- Frédéric Charpentier : animateur aux nouvelles sportives
- Stéphane Gendron: animateur aux bulletins de nouvelles
- Carolinne : animatrice aux nouvelles météorologiques